# Оџачина
Оџачина је насељено мјесто у општини Зворник, Република Српска, БиХ. Насеље је основано 2012. године на основу „Одлуке о оснивању насељеног мјеста Оџачина на подручју општине Зворник“ (Сл. гласник РС 100/2012 од 30. октобра 2012. године).

## Историја
Насељено мјесто Оџачина оснива се од дијела насељеног мјеста Јусићи. Насељено мјесто Оџачина налази се у саставу КО Витиница, укупне површине 68 хектара, a по типу (карактеру) је сеоско збијено-ушорено насељено мјесто.

## Становништво
| Демографија- | Демографија- | Демографија- |
| Година       | Становника   | Становника   |
| ------------ | ------------ | ------------ |
| 1991.        | 0            |              |